# Jägerbataillon 24 (Bundesheer)

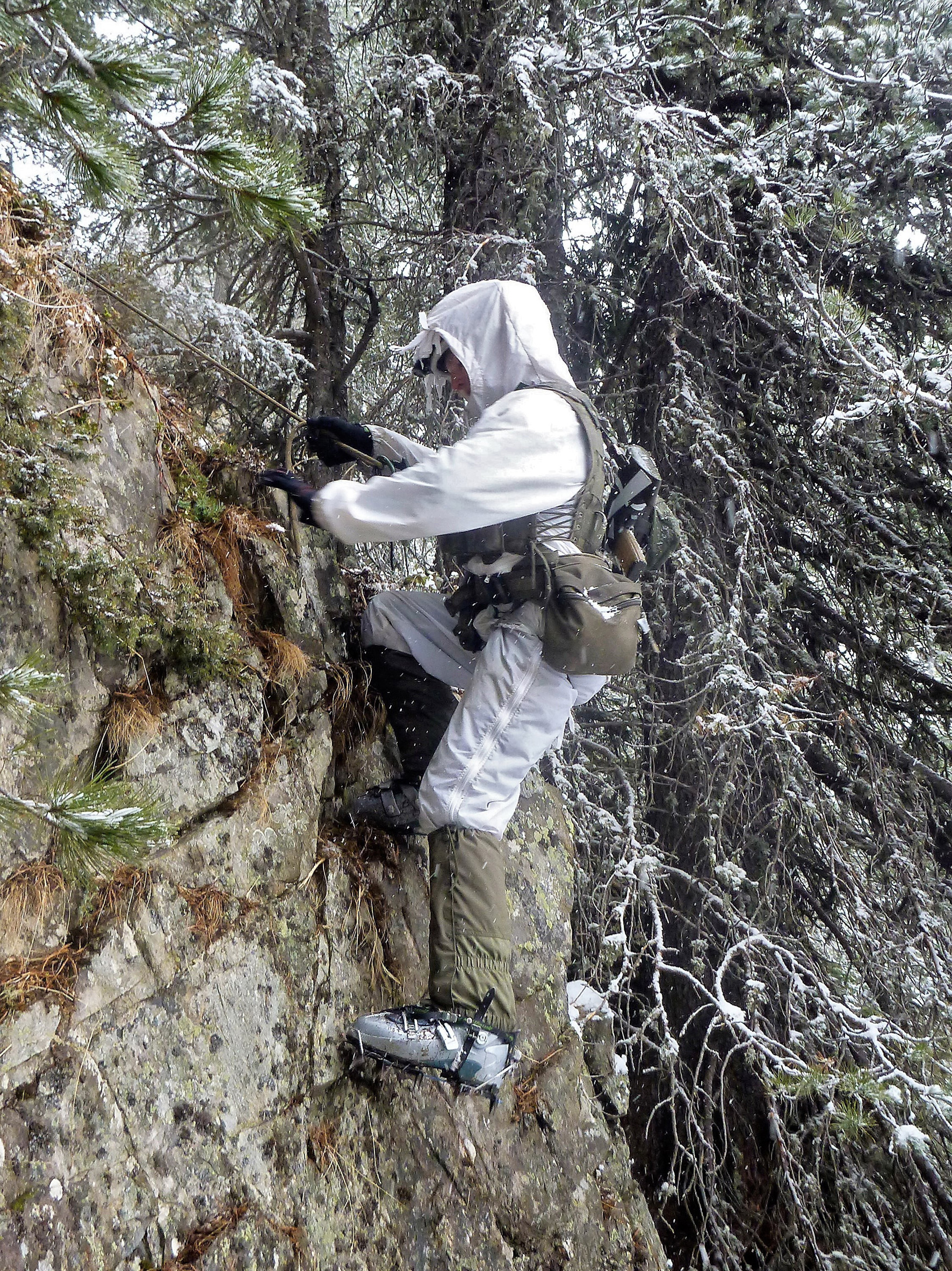
Abseilstelle in extrem schwierigem Gelände.

Das Jägerbataillon 24 ist ein hochgebirgsbeweglicher Infanterieverband des österreichischen Bundesheeres.

## Allgemeines
Am 15. Juli 1975 erfolgte erstmals die Aufstellung eines Bataillons mit der Bezeichnung Jägerbataillon 24 (JgB 24) in Lienz. 1979 wurde mit der Aufstellung des Landwehrstammregimentes 64 (LWSR 64) das JgB 24 eine Milizeinheit. 1994 wurde wiederum das LWSR 64 im Zuge einer neuen Heeresgliederung zum Jägerregiment Lienz (JgR L). Die Strukturanpassung 1999 brachte schließlich wieder die Bezeichnung JgB 24 hervor. Aufgrund seines Charakters als Gebirgstruppe erfolgte die Unterstellung des Bataillons unter die 6. Jägerbrigade, der „Gebirgsbrigade“ des österreichischen Bundesheeres. Im Zuge der Bundesheerreform 2016 erfolgte die Überführung dieser übergeordneten Brigade in das Kommando Gebirgskampf und in weiterer Folge zur 6. Gebirgsbrigade, wobei das Jägerbataillon 24 in diesem Verband verblieb.
Heute gehören dem JgB 24 die Stabskompanie (StbKp) und die Kampfunterstützungskompanie (KUKp) in der Haspinger-Kaserne Lienz, die 1. Jägerkompanie (1. JgKp; aktuell zeitgleich Kaderpräsenzeinheit/KPE) in der Franz-Joseph-Kaserne Lienz und die 2. Jägerkompanie in der Wintersteller-Kaserne in St. Johann i.T.
Seit 1. September 2024 ist Oberst des Generalstabsdienstes Matthias Wasinger mit der Führung des JgB 24 betraut.

## Aufgaben und Ausbildung
Spezielle Ausbildung und Ausrüstung befähigen das Bataillon das gesamte Einsatzspektrum eines Infanteriebataillons vor allem im Hochgebirge, aber auch in verbautem Gebiet unter schwierigen Witterungs- und Geländeverhältnissen, abzudecken. Eine der Kernaufgaben des Bataillons ist die Ausbildung von Grundwehrdienstleistenden. Der sechsmonatige Grundwehrdienst gliedert sich wie bei ähnlichen Verbänden in drei Abschnitte der Basisausbildung (BA) und dient dem Herstellen der Feldverwendbarkeit für zugeordnete Einsatzaufgaben. Die BA 1 dient dem Erlernen der grundlegenden Kenntnisse in Theorie und Praxis, um eine Überlebensfähigkeit im Einsatzfall sicherzustellen. Der Schwerpunkt der BA 2 und BA 3 liegt beim Kampf im gebirgigen sowie schwierigem Gelände. Den Besonderheiten der Gebirgsausbildung Rechnung tragend, veröffentlicht das Bataillon vierteljährlich eine sogenannte Truppenzeitung, dem Gebirgsjäger, zur Information der Wehrpflichtigen des territorialen Einflussbereiches.
UN- und NATO-Missionen werden regelmäßig durch Angehörige des Bataillons unterstützt, so wurde z. B. die 1. Kompanie des mittlerweile aufgelösten österreichischen Bataillons der Mission UNDOF mit dem höchstgelegenen UN-Stützpunkt am Mount Hermon auf den Golanhöhen zwischen Israel und Syrien mehrfach in Folge von 24ern bemannt. Weitere aktuelle Einsätze der 24er Gebirgsjäger: UNIFIL Libanon, KFOR Kosovo, EUFOR Althea Bosnien und Herzegowina sowie Resolute Support Mission Afghanistan.

## Tradition und Partnerschaft
Das 1. und 2. Regiment der Tiroler Kaiserjäger wurde dem Jägerbataillon 24 als Traditionstruppenkörper zugeordnet. Die Zuordnung von Traditionstruppenkörpern ist ein spezifisch österreichischer Brauch und soll zeitlose militärische Tugenden in Erinnerung halten. Jährlich wird am 17. April den tragischen Ereignissen um die Sprengung des österreichischen Stützpunktes auf dem Gipfel des Col di Lana 1916 in Form einer militärischen Feier gedacht.
Das Jägerbataillon 24 und seine Vorgängerorganisationen waren stets im Umfeld ihres territorialen Wirkungsbereiches in allen Gesellschaftsbereichen positiv integriert. Der damalige Bezirkshauptmann des Verwaltungsbezirkes Lienz, Othmar Doblander, initiierte 1982 eine Partnerschaft des Jägerbataillon 24 (damals Landwehrstammregiment 64) mit allen 33 Gemeinden Osttirols. Anlässlich der Partnerschaftsfeier am 30. Oktober 1982 auf dem Hauptplatz in Lienz, wurde auch ein Ehrensignalhorn an den damaligen Kommandanten des Landwehrstammregimentes 64, Brigadier i. R. Ambros Eigentler überreicht.
Das Bataillon unterhält eine Ausbildungskooperation mit dem Gebirgsjägerbataillon 231 der deutschen Bundeswehr (Bad Reichenhall), sowie Kooperationsprogramme mit den Streitkräften der Republik Montenegro und den Gebirgstruppen der Republik Italien (Alpini Bataillon Bassano/6. Alpini Regiment in Bruneck).